# Xianghuang-Banner

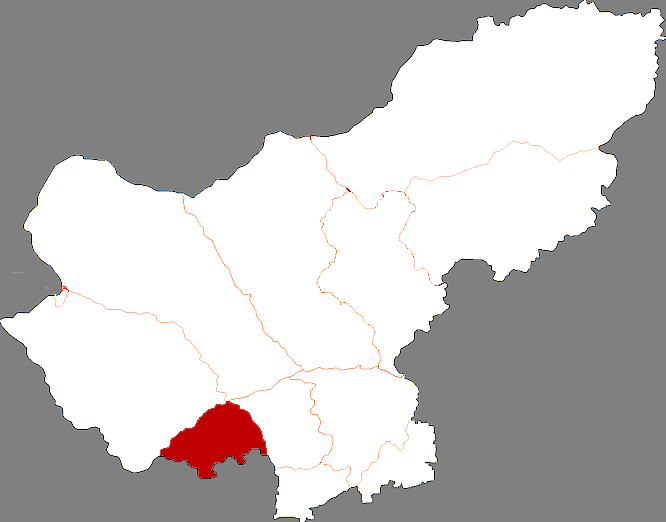
Lage des Xianghuang-Banners in Xilin Gol

Das Xianghuang-Banner (chinesisch 镶黄旗, Pinyin Xiānghuáng Qí; mongolisch ᠬᠥᠪᠡᠭᠡᠲᠦ ᠰᠢᠷ᠎ᠠ ᠬᠣᠰᠢᠭᠤ Köbegetü Sir-a qosiɣu) ist ein Banner des Xilin-Gol-Bundes, einer administrative Untergliederung auf Bezirksebene im Autonomen Gebiet Innere Mongolei der Volksrepublik China. Es hat eine Fläche von 4960 km² und zählt ca. 30.000 Einwohner. Sein Hauptort ist die Großgemeinde Xin Bulag (新宝拉格镇).